# Inomjon Usmonxoʻjayev
Inomjon Buzrukovich Usmonxoʻjayev (en ouzbek : Иномжон Бузрукович Усмонхўжаев ; russe : Инамжо́н Бузру́кович Усманходжа́ев, Inamdjon Bouzroukovitch Ousmankhodjaïev, né le 21 mai 1930 à Fergana en RSS d'Ouzbékistan et mort le 17 mars 2017 dans la même ville), est un homme d'État soviétique, le onzième secrétaire général du Parti communiste de l'Ouzbékistan.
Usmonxoʻjayev devient secrétaire général du Parti communiste à la suite de l'affaire du coton ouzbek.

## Biographie

### Affaire du coton ouzbek
Usmonxoʻjayev succède à Sharof Rashidov, qui a été secrétaire général depuis les années 1950. Alors que Moscou ordonne de produire de plus en plus de coton, le gouvernement ouzbek a répondu en annonçant une grande augmentation pour le volume de terre irriguée et récolté ainsi qu'une amélioration dans la production et l’efficacité. Il apparait aujourd'hui que la plupart de ces rapports ont été falsifiés. La falsification des résultats impliquent plusieurs officiels provenant autant du gouvernement central à Moscou que de l'Ouzbékistan. En 1986, il est annoncé que presque la totalité du leadership du parti et du gouvernement de la république ont participé à la falsification des données de productions de coton. Une purge massive du leadership fut entreprise avec des procureurs venus de Moscou. Ceci mène a de nombreuses arrestations, exécutions et suicides. Il ne sera probablement jamais connu jusqu'où le niveau de corruption s'étendait puisque le gendre de Leonid Brejnev, Iouri Chourbanov, est impliqué dans l'affaire.

### Le mandat d'Usmonxoʻjayev
Ce fut pendant qu'Usmonxoʻjayev était secrétaire général que des images satellite montrent que les rapports de gouvernement ouzbek sont faux. Usmonxoʻjayev garde sa position durant le scandale, agissant comme pantin de Moscou alors que le comité central tente d’agrandir son pouvoir en Ouzbékistan. Usmonxoʻjayev est le secrétaire général du 3 novembre 1983 au 12 janvier 1988. Son remplaçant est Rafiq Nishonov.